# Pia no 2
 (mars 2024).
Si vous disposez d'ouvrages ou d'articles de référence ou si vous connaissez des sites web de qualité traitant du thème abordé ici, merci de compléter l'article en donnant les références utiles à sa vérifiabilité et en les liant à la section « Notes et références ».
Pour les articles homonymes, voir Pia.
Ne doit pas être confondu avec Pia n° 1.
Pia n° 2 est une localité située dans le département de Madouba de la province de la Kossi dans la région de la Boucle du Mouhoun au Burkina Faso.